# Annemieke Kiesel
Annemieke Kiesel (nata Griffioen) (Kockengen, 30 novembre 1979) è un'allenatrice di calcio ed ex calciatrice olandese, di ruolo centrocampista.

## Carriera

### Calciatrice

#### Club
Inizia a giocare a calcio a 8 anni, nel 1987, nel Nita, dove rimane 5 anni, fino al 1992, quando passa al Wilnis, rimanendovi fino al 1994. A 15 anni, si trasferisce al Saestum, dove esordisce in Women's Cup, nella seconda edizione della competizione, il 25 settembre 2002, in trasferta in Norvegia contro il Trondheims-Ørn nel girone, perdendo per 2-0,, si laurea 6 volte campione d'Olanda e vince 3 edizioni della Coppa d'Olanda. Nel 2003, inoltre, è nominata miglior giocatrice del campionato olandese. Nel 2004 va a giocare negli Stati Uniti, a Charlotte, nella Carolina del Nord, dove gioca con le Charlotte Lady Eagles in W-League. Ritorna presto in Europa, precisamente in Inghilterra, con il Bristol Academy, chiudendo al quinto posto su dieci la National Division. Nel 2005 va a giocare in Germania, al 2001 Duisburg, dove in sei stagioni di permanenza vince due Coppe di Germania consecutive, nel 2009 e 2010, ma soprattutto la UEFA Women's Cup nel 2009, grazie al 7-1 totale nella doppia sfida della finale, con le russe dello Zvezda 2005 Perm'. Nelle due stagioni successive arriva due volte in semifinale della competizione, nel frattempo diventata UEFA Women's Champions League, venendo eliminata in entrambi i casi dalle altre tedesche del Turbine Potsdam.
A fine stagione 2010-2011 decide di ritirarsi dal calcio giocato, a 32 anni non ancora compiuti.

#### Nazionale
Debutta con la nazionale olandese a 16 anni, il 9 dicembre 1995, nella gara di qualificazioni all'Europeo 1997 in Norvegia e Svezia, in trasferta a Montpellier contro la Francia, giocando titolare e pareggiando per 1-1.
Alla seconda gara in maglia arancione, il 6 marzo 1996, va a segno per la prima volta, realizzando il 3-0 al 48' nell'amichevole vinta per 4-0 in casa a Budel contro il Belgio.
Il 7 settembre 2005 raggiunge le 100 presenze in nazionale, nell'amichevole casalinga di Zwolle con l'Italia, persa per 2-0.
Nel 2009 la sua ex compagna di squadra in nazionale Vera Pauw, CT dei Paesi Bassi, la convoca per l'Europeo in Finlandia, prima partecipazione di sempre delle Oranje, che raggiungono le semifinali, dove vengono eliminate ai supplementari dall'Inghilterra. Kiesel è impiegata in tutte e cinque le gare.
Gioca l'ultima gara con le olandesi il 18 maggio 2011, uscendo all' 80' per far entrare Manoe Meulen in un'amichevole a Venlo contro la Corea del Nord.
È la calciatrice con più presenze della nazionale femminile olandese, e più in generale delle nazionali calcistiche olandesi, con 155 gare giocate, più delle 131 di Wesley Sneijder, il più presente nella nazionale maschile.

### Allenatrice

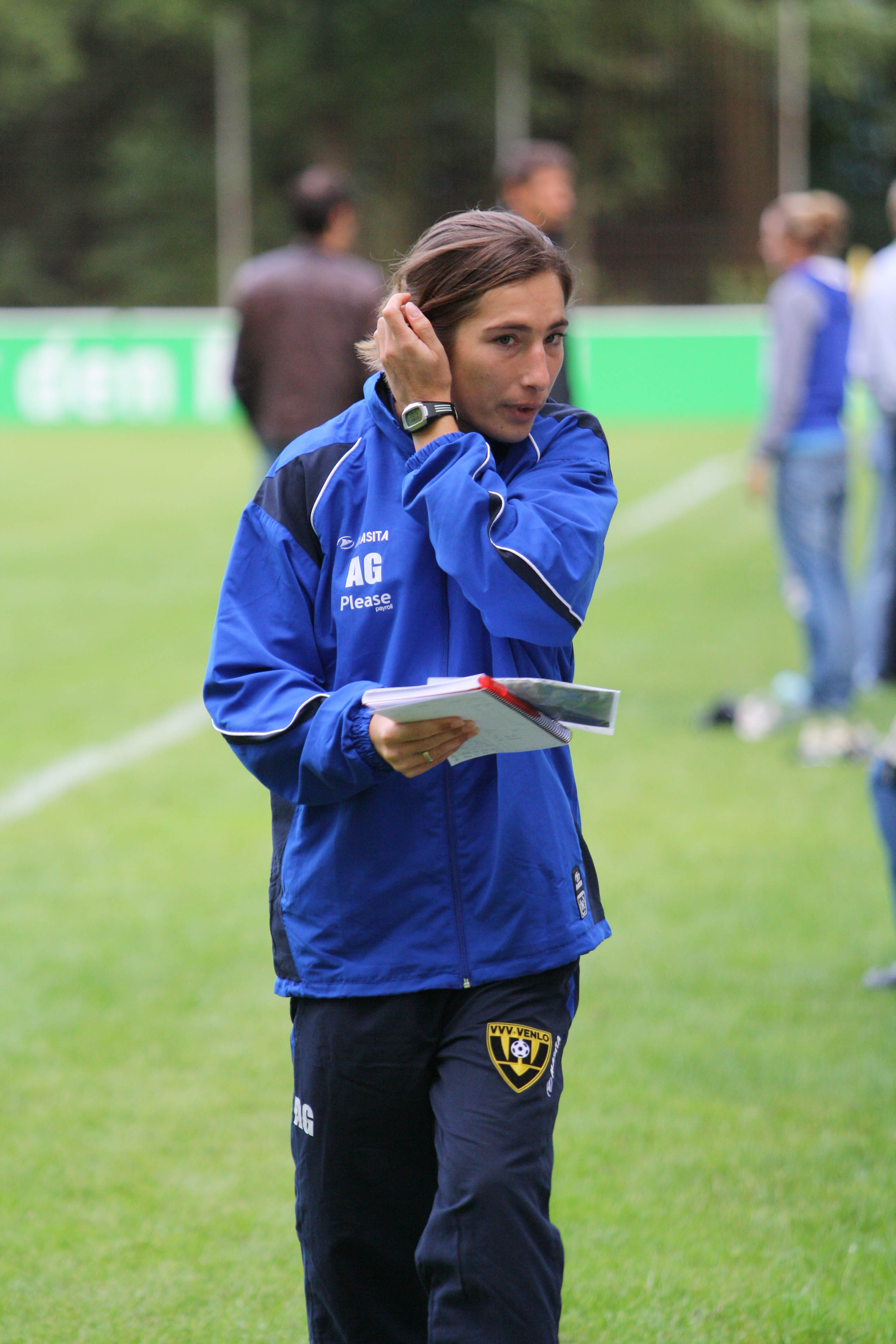
Kiesel nel 2011 da vice allenatrice del

Subito dopo il ritiro, diventa vice allenatrice del VVV-Venlo, tornando nei Paesi Bassi dopo 7 anni. Dopo una stagione ritorna in Germania, passando a svolgere lo stesso ruolo nel 2001 Duisburg, sua ex squadra, anche in questo caso per un campionato. Rimane a Duisburg anche dopo il fallimento della squadra biancoverde, sostituita dal MSV Duisburg, dove nel 2014 è allenatrice della squadra B e vice della prima squadra.

## Palmarès

### Competizioni nazionali
- Hoofdklasse vrouwen: 6

Saestum: 1995-1996, 1996-1997, 1997-1998, 1998-1999, 1999-2000, 2001-2002
- KNVB Women's Cup: 3

Saestum: 1996-1997, 1997-1998, 2003-2004
- Coppa di Germania: 2

FCR 2001 Duisburg: 2008-2009, 2009-2010

### Competizioni internazionali
- UEFA Women's Cup: 1

FCR 2001 Duisburg: 2008-2009

### Individuale
- Miglior giocatrice della Hoofdklasse vrouwen: 1

2002-2003